# Nymphe
Pour les articles homonymes, voir Nymphe (homonymie) et Nymphes.
Œuvres principales
Le mot nymphe est le terme générique pour désigner des divinités mineures dans la mythologie grecque et romaine. Les nymphes sont principalement représentées sous des traits féminins et sont associées aux différents aspects de la nature.

## Étymologie
Leur nom vient du grec ancien νύμφη / nýmphē, signifiant généralement « jeune fille » et, selon les contextes, « jeune fille en âge d’être mariée », « fiancée » ou « vierge ». Les nymphes personnifient les activités créatives et productives de la nature. Elles sont quelquefois liées à un lieu ou un élément particulier, et pouvaient faire l’objet d’un culte local. Elles accompagnent parfois d’autres divinités, dont elles forment le cortège.
Le terme de « nymphe » est parfois utilisé, dans un sens plus large, pour désigner des divinités  de la nature dans d’autres mythologies (ex. : les ondines et nixes de la mythologie germanique, les wilis de la mythologie slave, La Nymphe de la rivière Luo dans la mythologie chinoise, etc.).
Leur nom a donné naissance au terme « nymphomanie », car elles étaient connues pour leur liberté sexuelle. De fait, les mythes les associent fréquemment aux satyres, eux aussi réputés pour leur hypersexualité fantasmée.

## Nature

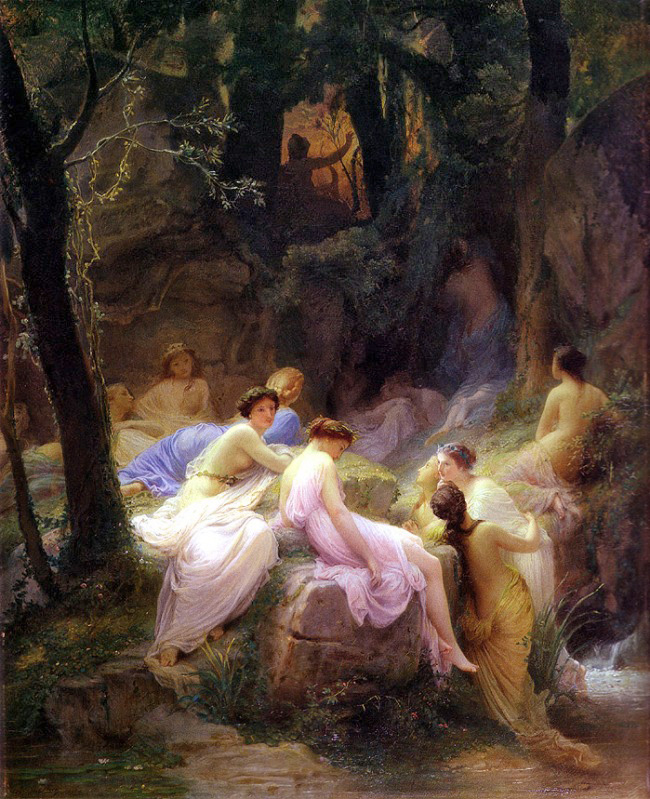
Nymphes écoutant les chansons d’Orphée, par Charles François Jalabert.

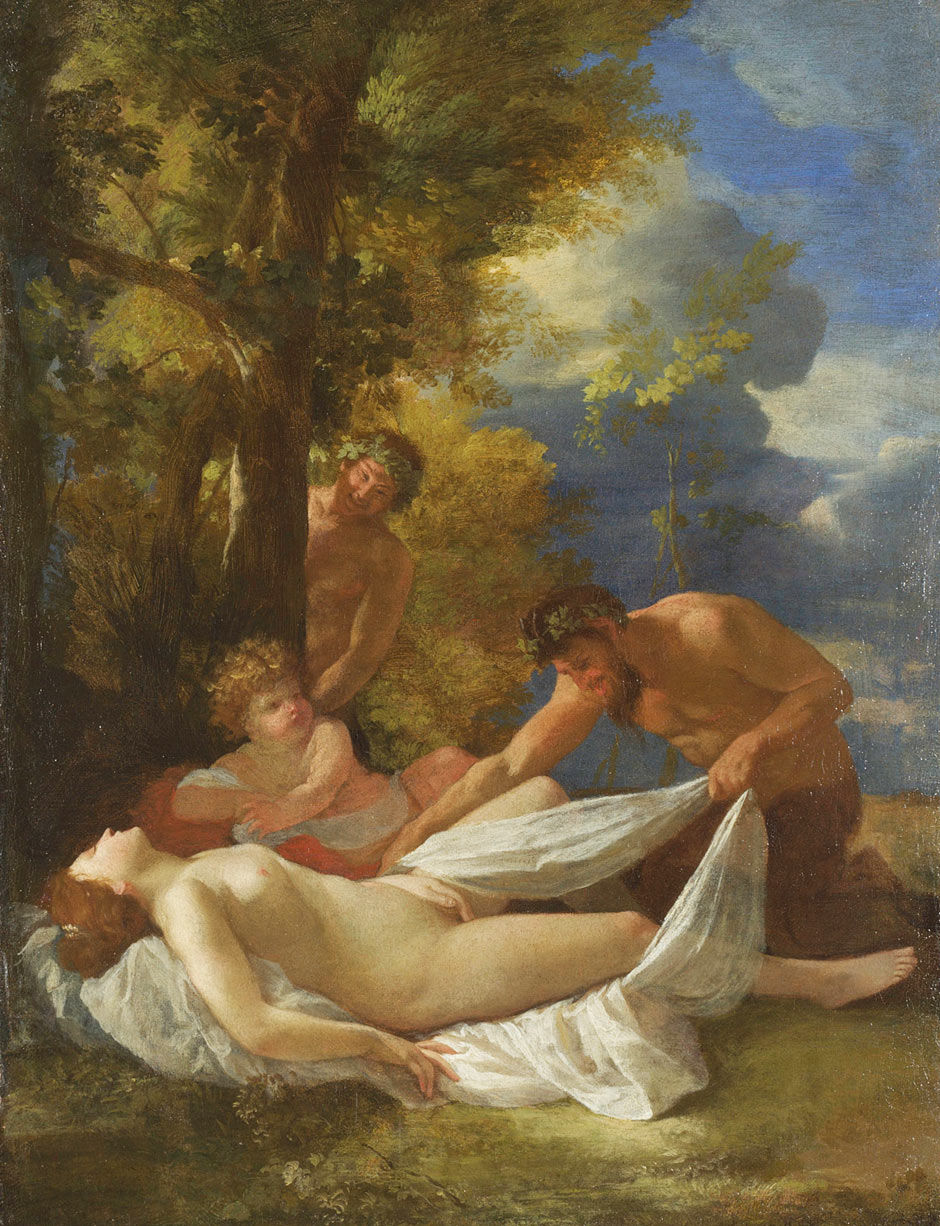
Une nymphe et un satyre (toile de Nicolas Poussin).

Les nymphes sont des divinités féminines de la nature, caractérisées par la jeunesse et la beauté. Elles peuplent selon leurs affinités les forêts, vallées, bocages, sources, rivières, côtes maritimes, montagnes, grottes, etc. Elles sont souvent associées à des divinités supérieures, comme les Océanides ou les Néréides qui habitent le royaume de Poséidon.
Les nymphes sont parfois les progénitures de dieux, comme Calypso, fille d’Atlas.
De leurs unions avec des mortels ou des dieux naissent des héros et des demi-dieux comme Achille, fils de la Néréide Thétis.

### Pouvoirs des nymphes et ambiguïtés
La nature divine des nymphes n’est pas limitée à leur beauté. Par exemple, on attribue à Circé des capacités magiques et à Calypso la possibilité de rendre les humains immortels.
Les capacités surnaturelles des nymphes signalent l’ambiguïté de leur nature. Dans l’Odyssée d’Homère, Calypso est appelée tantôt « nymphe », tantôt « déesse ». Cette ambiguïté est accentuée quand elle offre à Ulysse l’immortalité, une capacité traditionnellement attribuée aux dieux. Cela ajoute la question de l’espérance de vie des nymphes : il est établi qu’elles vivent longtemps sans vieillir et sans être immortelles. Dans le même chant, Homère parle de Calypso comme nymphe et déesse, mais décrit Pénélope comme une nymphe ; ce qui suggère que le terme n’est pas réservé exclusivement à une créature mythologique mais aussi aux femmes.
L’attribution du terme « nymphe » à Pénélope, alors qu’elle est humaine, lui donne un pouvoir sur son entourage : en tant qu’épouse, elle fait attendre les prétendants et maintient ainsi le foyer dans l’attente du retour d’Ulysse. La capacité d’arrêter le temps, de figer l’environnement sous leur contrôle est un pouvoir que l’on retrouve chez d’autres nymphes précédemment citées, comme Calypso avec son pouvoir à rendre immortel.
Pour les chercheuses Vinciane Pirenne-Delforge et Gabriella Pironti, ce statut « entre-deux » des nymphes remet en question la nature même des dieux grecs, la rendant bien plus complexe.

### Typologie

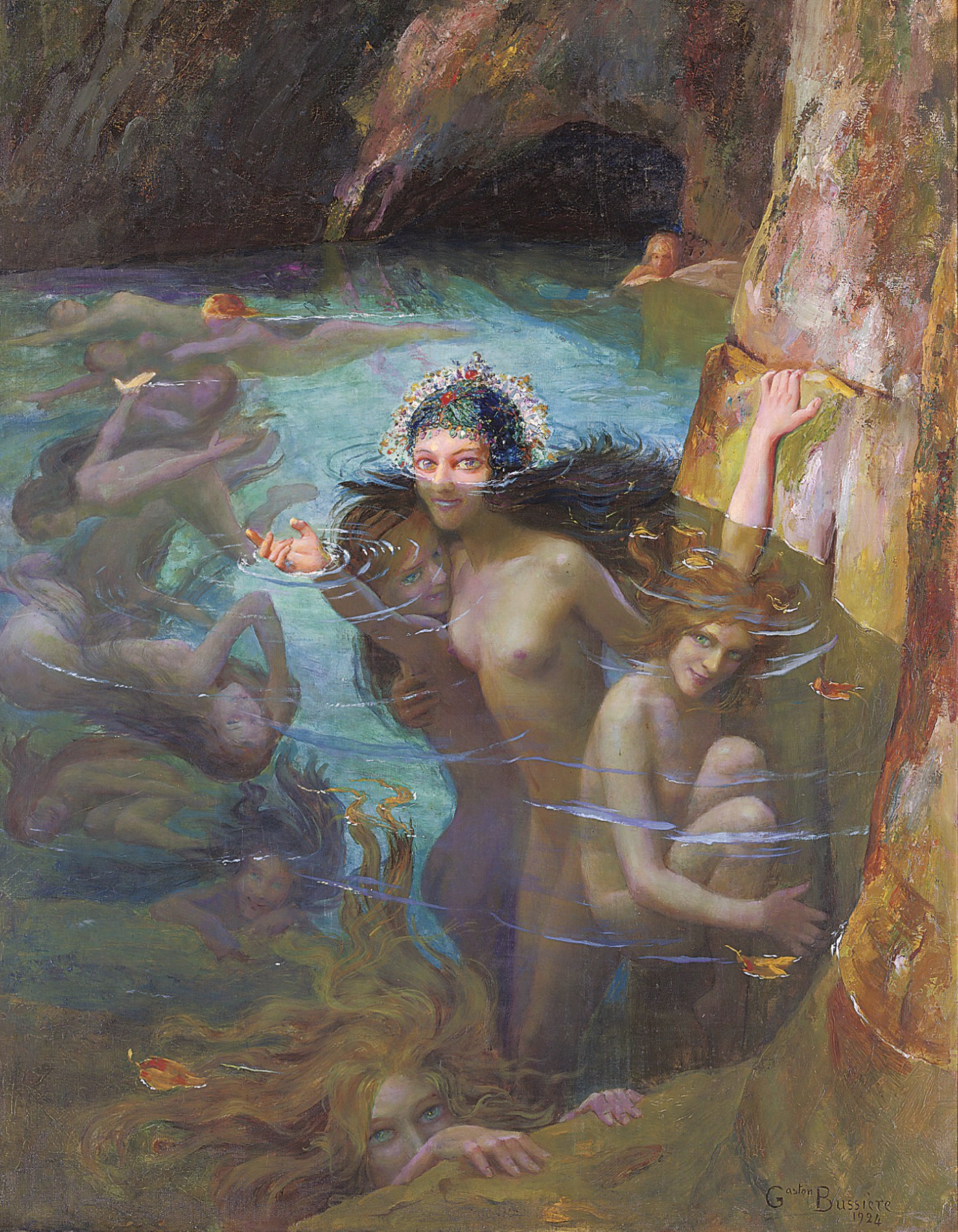
Nymphes dans une grotte, par Gaston Bussière (1924).

Il y a différentes sortes de nymphes, selon le milieu naturel où elles vivent. On distingue notamment :
- les épigées (nymphes terrestres)
  - les dryades et hamadryades
    - les épimélides
    - les Hespérides
    - les hyléores
    - les méliades

  - les oréades
    - les napées
      - les alséides
      - les auloniades
      - les limoniades

    - les corycides
- les hydriades ou éphydriades (nymphes aquatiques)
  - les Océanides
  - les Néréides
    - les haliades
    - les psamides

  - les naïades
    - les crénées
    - les héléades
    - les limnades
    - les pégées
    - les potamides
- les ouranies (nymphes célestes)
  - les Alcyonides
  - les Héliades
  - les Hyades
  - les néphélées
  - les Pléiades
- les lampades (nymphes infernales)
- les Muses
- les thyades ou thyiades : Hésiode nomme aussi les Ménades ou Bacchantes en tant que nymphes bien qu’elles soient pour la plupart, de simples humaines.

D’autres types de nymphes peuvent être cités ponctuellement par des auteurs, comme les Abarbarées par Hésychios d'Alexandrie.

### Nymphes célèbres
Parmi les nymphes les plus célèbres sont comptées la néréide Amphitrite, épouse de Poséidon. Daphné se transforma en arbre (laurier) pour échapper à Apollon. Calypso accueillit Ulysse après son naufrage. Thétis trempa son fils Achille dans le Styx pour le rendre invulnérable en le tenant par un talon. Il y a aussi l’oréade Écho qui utilisa son bavardage pour distraire Héra pendant que Zeus la trompe.

## Postérité

### Dans la liturgie byzantine
Dans l'Acathiste, chant d'action de grâces à la Vierge Marie, celle-ci est désignée sous les termes de « nymphe inépousée » (Νύμφη ἀνύμφευτε / Nýmphē anýmpheute), ce premier mot prenant le sens de παρθένος / parthénos, « vierge »,.

### Dans les arts occidentaux
La figure des nymphes est très présente dans les arts. 
Dans la littérature, on les retrouve en poésie (L'après-midi d'un faune, Mallarmé, 1876 ; Odyssée d'Homère, Métamorphoses d'Ovide) et dans la littérature romanesque notamment dans les genres de l'imaginaire (Le Sorceleur, Percy Jackson). Les nymphes font également partie des créatures présentes dans Le Monde de Narnia, l'univers imaginé par C. S. Lewis.
Elles sont aussi très présentes dans les arts plastiques, autant en sculpture (Apollon et Daphné, Le Bernin, 1622–1625), qu'en peinture (Circé offrant la coupe à Ulysse, Waterhouse, 1891).
En musique, on retrouve souvent le mythe d'Eurydice aussi bien dans des œuvres classiques (Gluck, Orphée et Eurydice, 1762) que dans des œuvres contemporaines (Anaïs Mitchell, Hadestown, 2006).
L'univers des jeux s'inspire souvent de la mythologie, si bien que la présence des nymphes y est fréquente. On parle ici des jeux vidéo (Age of Mythology (2002), Naiad Game (2021)), comme des jeux sur table les mettent aussi en scène (Critical Role, campagne 1, scène où une nymphe donne son cœur à Grog).
Dans l'industrie du cinéma, les nymphes sont présentes dans les films d'animation comme Hercule (Disney, 1997) et Fantasia 2000, les films comme La Belle et la Bête (Gans, 2014) et les séries télévisées (Charmed, saison 5, épisode 19 : Nymph just wanna have fun, 2003).
La Nymphe d'or est un prix du festival de télévision de Monte-Carlo.
Le monde de la mode s'empare aussi des mythes des nymphes pour nommer des parfums, comme le A Chant for the Nymph de Gucci ; ou sont intégrés dans la joaillerie, comme dans les travaux de Marc Auclert.

### Termes dérivés
Le mot nymphe est l'un des noms donnés aux petites lèvres de la vulve. Le terme nymphomane désigne un comportement de sexualité compulsive.
En biologie végétale le mot nymphe est utilisé pour désigner un type de nénuphar, Nymphaea, qui inspira à partir des années 1900 le peintre français Claude Monet pour sa série nommée Les Nymphéas ou « paysages d'eau ». Ces œuvres exposées au Musée de l'Orangerie continuent d'inspirer les artistes contemporains, comme le vidéaste Ange Leccia.
En entomologie, le mot nymphe est aussi le nom d'une famille d'insectes, les Nymphes et les Nymphidés, ainsi que, chez les espèces à métamorphoses complètes, la forme intermédiaire entre la larve et l'adulte.